# Championnat d'Ouzbékistan de football 2018
Navigation
Édition précédente Édition suivante
La saison 2018 du Championnat d'Ouzbékistan de football est la vingt-cinquième édition de la première division en Ouzbékistan depuis l'indépendance du pays. Le championnat connait une refonte importante puisqu'il passe de seize à douze équipes et que son organisation même est chamboulée. Le Lokomotiv Tachkent défend son titre acquis en 2017

## Une nouvelle organisation
Le 21 novembre 2017, les organisateurs du championnat renomment l'épreuve en USuper League d'Ouzbékistan. Cette nouvelle organisation est mise en place pour la saison 2018. Le nombre d'équipes participantes est réduit de 16 à 12.

## Clubs participants
| \| Tashkent : · Pakhtakor Tachkent · Lokomotiv Tachkent · Football Club Bunyodkor Tashkent Metallurg Nasaf Qarshi Qizilqum Navbahor FK AGMK FK Bukhara Neftchi Sogdiana Kokand 1912 \| Localisation des clubs engagés dans le championnat. |
| Tashkent : · Pakhtakor Tachkent · Lokomotiv Tachkent · Football Club Bunyodkor Tashkent Metallurg Nasaf Qarshi Qizilqum Navbahor FK AGMK FK Bukhara Neftchi Sogdiana Kokand 1912                                                           |

| Club                    | Ville     | Stade                    | Capacité |
| ----------------------- | --------- | ------------------------ | -------- |
| FK AGMK                 | Olmaliq   | AGMK Stadium             | 12,000   |
| Football Club Bunyodkor | Tashkent  | Bunyodkor Stadium        | 34,000   |
| FK Bukhara              | Bukhara   | Bukhara Arena            | 22,700   |
| Kokand 1912             | Kokand    | Kokand Stadium           | 10,500   |
| Lokomotiv Tachkent      | Tashkent  | Lokomotiv Stadium        | 8,000    |
| Metallurg               | Bekabad   | Metallurg Stadium        | 15,000   |
| Nasaf Qarshi            | Qarshi    | Qarshi Markazi Stadium   | 16,000   |
| Navbahor Namangan       | Namangan  | Namangan Markazi Stadium | 22,000   |
| Neftchi Ferghana        | Ferghana  | Istiqlol Stadium         | 20,000   |
| Pakhtakor Tachkent      | Tashkent  | Pakhtakor Stadium        | 35,000   |
| Sogdiana                | Jizzakh   | Soghdiana Stadium        | 11,650   |
| Qizilqum                | Zarafshan | Progress Stadium         | 12,500   |

## Compétition

### Première phase

#### Classement
| Rang | Équipe                  | Pts | J  | G  | N | P  | Bp | Bc | Diff |
| ---- | ----------------------- | --- | -- | -- | - | -- | -- | -- | ---- |
| 1    | Pakhtakor Tachkent      | 47  | 22 | 14 | 5 | 3  | 36 | 12 | +24  |
| 2    | Lokomotiv Tachkent T    | 40  | 22 | 11 | 7 | 4  | 37 | 21 | +16  |
| 3    | Football Club Bunyodkor | 40  | 22 | 12 | 4 | 6  | 35 | 26 | +9   |
| 4    | Navbahor Namangan       | 37  | 22 | 11 | 4 | 7  | 29 | 18 | +11  |
| 5    | Metallurg Bekabad       | 33  | 22 | 9  | 6 | 7  | 24 | 29 | -5   |
| 6    | FK Bukhara              | 32  | 22 | 10 | 2 | 10 | 23 | 28 | -5   |
| 7    | Kokand 1912             | 28  | 22 | 7  | 7 | 8  | 21 | 20 | +1   |
| 8    | FK AGMK                 | 26  | 22 | 7  | 5 | 10 | 26 | 28 | -2   |
| 9    | Nasaf Qarshi            | 26  | 22 | 6  | 8 | 8  | 21 | 28 | -7   |
| 10   | Qizilqum Zarafshon      | 23  | 22 | 7  | 2 | 13 | 20 | 29 | -9   |
| 11   | Sogdiana Jizzakh        | 17  | 22 | 4  | 5 | 13 | 17 | 32 | -15  |
| 12   | Neftchi Ferghana        | 15  | 22 | 2  | 9 | 11 | 12 | 28 | -16  |

|  | Qualification pour la deuxième phase                        |
|  | Qualification pour la poule de relégation                   |
|  | T : Tenant du titre C : Vainqueur de la Coupe d'Ouzbékistan |

### Deuxième phase
Les clubs gardent les points acquis lors de la première phase contre leurs opposants de la deuxième phase, soit 10 matchs de la première phase et 10 matchs à jouer en deuxième phase.
| Rang | Équipe                  | Pts | J  | G  | N | P  | Bp | Bc | Diff |
| ---- | ----------------------- | --- | -- | -- | - | -- | -- | -- | ---- |
| 1    | Lokomotiv Tachkent T    | 46  | 20 | 14 | 4 | 2  | 37 | 17 | +20  |
| 2    | Pakhtakor Tachkent      | 37  | 20 | 11 | 4 | 5  | 38 | 17 | +21  |
| 3    | Navbahor Namangan       | 31  | 20 | 9  | 4 | 7  | 20 | 18 | +2   |
| 4    | Football Club Bunyodkor | 27  | 20 | 8  | 3 | 9  | 26 | 26 | 0    |
| 5    | Metallurg Bekabad       | 19  | 20 | 5  | 4 | 11 | 12 | 28 | -16  |
| 6    | FK Bukhara              | 10  | 20 | 3  | 1 | 16 | 14 | 41 | -27  |

|  | Champion d'Ouzbékistan qualification pour la phase de groupe de la Ligue des champions de l'AFC 2019 |
|  | Qualifié pour le 2e tour préliminaire de la Ligue des champions de l'AFC 2019                        |
|  | T : Tenant du titre C : Vainqueur de la Coupe d'Ouzbékistan                                          |

| Rang | Équipe             | Pts | J  | G | N | P  | Bp | Bc | Diff |
| ---- | ------------------ | --- | -- | - | - | -- | -- | -- | ---- |
| 7    | Nasaf Qarshi       | 34  | 20 | 9 | 7 | 4  | 24 | 16 | +8   |
| 8    | Qizilqum Zarafshon | 31  | 20 | 9 | 4 | 7  | 26 | 26 | 0    |
| 9    | Kokand 1912        | 28  | 20 | 7 | 7 | 6  | 21 | 14 | +7   |
| 10   | FK AGMK C          | 27  | 20 | 7 | 6 | 7  | 25 | 33 | -8   |
| 11   | Sogdiana Jizzakh   | 24  | 20 | 6 | 6 | 8  | 18 | 23 | -5   |
| 12   | Neftchi Ferghana   | 18  | 20 | 4 | 6 | 10 | 14 | 26 | -12  |

|  | Qualifié pour le 2e tour préliminaire de la Ligue des champions de l'AFC 2019 |
|  | Qualifié pour le barrage de relégation                                        |
|  | Relégué en deuxième division                                                  |
|  | C : Vainqueur de la Coupe d'Ouzbékistan                                       |

### Barrages montée-relégation
Demi finale :
| Club recevant   | Score | Club visiteur |
| --------------- | ----- | ------------- |
| Mash'al Mubarek | 4-0   | Sherdor       |
| Istiqlol        | 2-1   | Nurafshon     |

Finales :
| Club recevant    | Score | Club visiteur   |
| ---------------- | ----- | --------------- |
| Sogdiana Jizzakh | 3-1   | Mash'al Mubarek |
| FK AGMK          | 1-0   | Istiqlol        |

- Les clubs se maintiennent dans leurs divisions respectives.

## Bilan de la saison
| Championnat d'Ouzbékistan de football 2018            |                               |
| Champion                                              | Lokomotiv Tachkent (3e titre) |
| Coupes et trophées                                    |                               |
| Vainqueur de la Coupe d'Ouzbékistan 2018              | FK AGMK                       |
| Qualifications continentales                          |                               |
| Ligue des champions de l'AFC 2019                     | Lokomotiv Tachkent            |
| Ligue des champions de l'AFC 2019 (tour préliminaire) | Pakhtakor Tachkent            |
| Ligue des champions de l'AFC 2019 (tour préliminaire) | FK AGMK                       |
| Promotions et relégations                             |                               |
| Promus en Oliy Liga                                   | PFK Andijan                   |
| Relégués en Birinchi Liga                             | Neftchi Ferghana              |